# Gregory Rigters
Gregory Rigters (Paramaribo, 26 de febrero de 1985-Ib., 4 de diciembre de 2017) fue un futbolista surinamés que jugó en la posición de delantero.

## Carrera profesional
Rigters debutó en el SV Voorwaarts de la Primera división de Surinam en la temporada 2007-08, quedándose por dos años. Luego pasó al recién ascendido The Brothers en la temporada 2009-10.
Se consagró en la temporada 2013-14 en el Walking Bout Company siendo el goleador de Primera división con 16 tantos.

## Selección nacional
Rigters fue internacional con la selección de Surinam habiendo jugado en 4 ocasiones (ningún gol anotado). Su primera selección se produjo el 22 de abril de 2009 en un amistoso ante Guayana Francesa (0-0).
Sin embargo cabe mencionar que Rigters se desempeñó como jugador en la selección de futsal de Surinam, lo que parece haberle cerrado las puertas de la selección mayor.
Falleció el 4 de diciembre de 2017 a la edad de 32 años en la capital surinamesa, tras sufrir un accidente de tránsito.